# Dorota Miśkiewicz
Dorota Anna Miśkiewicz (Kłodzko, 12 settembre 1973) è una cantante polacca.

## Biografia
Diplomata in violino all'Università della Musica Fryderyk Chopin di Varsavia, Dorota Miśkiewicz è entrata nel mondo della musica negli anni novanta collaborando con il cantautore jazz Włodzimierz Nahorny, con il quale ha registrato quattro album.
Il suo primo album come solista, Zatrzymaj się, è uscito nel 2002 ed è stato candidato come album jazz dell'anno ai premi Fryderyk, il principale riconoscimento musicale polacco. Il suo secondo disco del 2005, Pod rzęsami, ha marcato il suo primo ingresso nella classifica polacca al 15º posto, mentre il suo terzo album del 2008, Caminho, le ha regalato il suo primo disco d'oro certificato dalla Związek Producentów Audio-Video per le oltre 15 000 copie vendute a livello nazionale, oltre a raggiungere la 13ª posizione nella classifica polacca, la più alta della sua carriera. Caminho è stato candidato ai Fryderyk del 2009 come album pop dell'anno, mentre la stessa Dorota Miśkiewicz è stata in lizza come cantante dell'anno.
Nel 2013 la cantante ha registrato un album di musica classica insieme al quartetto Kwadrofonic intitolato Lutosławski Tuwim. Piosenki nie tylko dla dzieci, che le ha regalato il secondo disco d'oro della sua carriera.

## Discografia

### Album in studio
- 2002 – Zatrzymaj się
- 2005 – Pod rzęsami
- 2008 – Caminho
- 2012 – Ale
- 2013 – Lutosławski Tuwim. Piosenki nie tylko dla dzieci (con i Kwadrofonik)
- 2016 – Piano.pl

### Raccolte
- 2016 – Best of Dorota Miśkiewicz

### Singoli
- 1996 – Pocztówka do Świętego Mikołaja (con Andrzej Piaseczny e Anna Maria Jopek)
- 2002 – Zatrzymaj się
- 2005 – Poza czasem
- 2005 – Pod rzęsami (con Grzegorz Turnau)
- 2006 – Aksamit
- 2006 – Mój wilku
- 2006 – Um pincelada (con Cesária Évora)
- 2008 – Budzić się i zasypiać (z tobą)
- 2008 – Dwoje różnych (con Grzegorz Markowski)
- 2009 – Nucę, gwiżdżę sobie
- 2012 – Samba z kalendarza
- 2012 – W komórce (con Wojciech Waglewski)